# Necati Yılmaz
Necati Yılmaz (* 21. Januar 1988 in Izmir) ist ein türkischer Fußballtorhüter.

## Karriere

### Verein
Yılmaz erlernte das Fußballspielen in der Jugendmannschaft von Aliağa Belediyespor. Hier wurden Talentscouts von Fenerbahçe Istanbul auf ihn aufmerksam und verpflichteten ihn anschließend. 2006 erhielt er von Fenerbahçe einen Profivertrag, spielte aber weitere eineinhalb Jahre ausschließlich für die Reservemannschaft. 
Zur Rückrunde der Saison 2007/08 wurde er von Fenerbahçe an Karşıyaka SK ausgeliehen. Am Saisonende wurde er von diesem Verein fest verpflichtet. Während er die beiden ersten Spielzeiten oft als Ersatzkeeper fungierte, eroberte er sich ab der Spielzeit 2009/10 zweimal zeitweise einen Stammplatz. Nachdem er für die Rückrunde der Spielzeit 2011/12 an den Drittligisten Konya Şekerspor ausgeliehen war, kehrte er zum Saisonende zu Karşıyaka zurück.
Im Sommer 2013 wechselte Yılmaz zum Erstligisten Çaykur Rizespor.
Zur Saison 2015/16 verließ er Rizespor ohne für diesen Verein eine Pflichtspielbegegnung absolviert zu haben und wechselte zum Zweitligisten Şanlıurfaspor. Nach 17 Einsätzen und einer weiteren Saison wechselte Yılmaz zum Ligakonkurrenten Denizlispor und unterschrieb dort für zwei Jahre. Jedoch wurde der Vertrag bereits zur Winterpause 2016/17 einvernehmlich aufgelöst. Er unterschrieb im Januar 2017 beim Ligakonkurrenten Büyükşehir Gaziantepspor.